# Brodequin (groupe)
Pour les articles homonymes, voir Brodequin.
Brodequin est un groupe de death metal américain, originaire de Knoxville, dans le Tennessee. Il est formé par deux frères, Mike et Jamie Brailey. Leur nom est relatif à la torture des brodequins. Après trois albums studio, le groupe se sépare en 2008. En 2016, Brodequin est annoncé au Hellfest.

## Biographie
Le groupe est formé en 1998 par Brüdern Jamie (chant, basse) et Michael Bailey (guitare) rejoints par le batteur Chad Walls. Chacun d'entre eux appartenaient déjà à d'autres groupes mais ne s'y sentaient pas à leur place à cause de divergences musicales. 
Après une première démo, le groupe enregistre et auto-publie son premier album studio, Instruments of Torture, en 2000, édité à 2 000 exemplaires. 1 000 exemplaires se vendent en peu de temps, et l'album est plus tard réédité par le label Ablated Records en 2001. Brodequin souhaitant le contrôle total de ses productions, Michael Bailey forme le label Unmatched Brutality Records, auquel le groupe publiera tous ses albums suivants. En 2001, le groupe fait paraitre son deuxième album, Festival of Death, suivi d'un EP, Prelude to Execution, en 2003. En hiver 2003/2004, le groupe annonce la sortie de l'album Methods of Execution. Plus tard, ils participent au Maryland Deathfest et au Death Feast Open Air de Hünxe en 2008. Au cours de cette année, le groupe se sépare.
À la fin de 2015, des rumeurs circulent sur une éventuelle réunion du groupe, que Jamie Bailey refuse de confirmer. En Février 2016, le groupe est annoncé pour le Hellfest.

## Style musical
Le groupe s'inspire principalement de Disgorge, Broken Hope, Gorgasm, Deeds of Flesh et Napalm Death. Ils font usage de blast beats, des solos de guitare et des voix déformées. Les paroles sont écrites par le chanteur Jamie Bailey et traitent de sujets comme torture et les exécutions au Moyen-Âge ; Bailey reprend ses thèmes depuis des livres d'histoire. L'une des victimes de cette torture était Urbain Grandier.

## Membres

### Membres actuels
- Jamie Bailey - basse, voix
- Mike Bailey - guitare
- Henning Paulsen - batterie

### Anciens membres
- Tchad Murs - batterie
- Jon Engman - batterie

## Discographie
- 1998 : Demo (démo)
- 2000 : Instruments of Torture
- 2001 : Festival of Death
- 2003 : Prelude to Execution (extraits de Methods of Execution) (EP)
- 2004 : Methods of Execution